# Ermak Timofeevič
Ermak Timofeevič, noto semplicemente come Ermak (in russo Ермак Тимофеевич?; Granducato di Mosca, 1532 - 1542 – Siberia, 6 agosto 1585), è stato un militare russo cosacco, comandante in capo delle truppe russe che invasero il Khanato di Sibir tra il 1579 e il 1585 ed esploratore della Siberia. La sua campagna militare in Siberia segnò l'inizio della colonizzazione russa in quelle regioni.

## Biografia

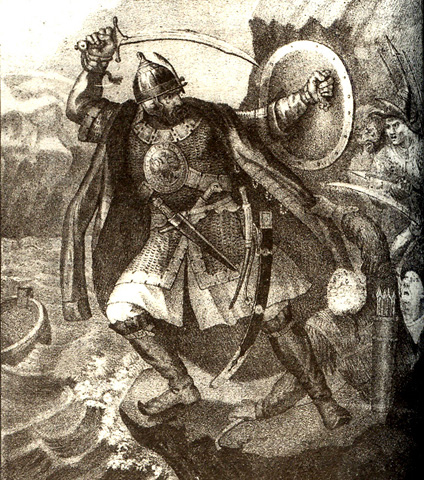
La morte di Ermak, dipinto di Boris Čorikov

Nel 1558, la potente famiglia boiardi degli Stroganov ottenne la prima autorizzazione reale, da parte dello zar Ivan IV di Russia, alla colonizzazione della grande regione del fiume Kama e, dal 1574, delle terre oltre la catena montuosa degli Urali, tra il fiume Tura e Tobol, dominio dei Khan di Siberia, ricevendo in seguito il permesso di costruire città fortificate sui fiumi Ob' e Irtyš. Intorno al 1573, dopo che i loro possedimenti, nei pressi di quella che è oggi la città di Perm', furono attaccati dalle truppe siberiane guidate da Muhammed, fratello del khan Küçüm, furono autorizzati a formare truppe mercenarie tra gli abitanti nativi del posto. Anche se Ivan IV aveva disposto che nessuno fra gli uomini reclutati avrebbe dovuto essere un ricercato, gli Stroganov arruolarono Ermak, capo di una tribù di Cosacchi in fuga dal Don, dove erano soliti attaccare e derubare le carovane di mercanti.
Tra il 1579 e il 1581 Jermak, alla guida dei suoi cosacchi, iniziò le sue campagne militari nella Siberia. Nel 1579 e nel 1580 tali campagne si concretizzarono in raid estivi nel territorio del Khanato; nel 1581, occupata la città di Çinki-Tura, decise di passare l'inverno arroccato tra le sue mura. L'anno seguente, dopo vittorie contro piccoli distaccamenti dell'esercito del khan, Ermak sconfisse il grosso delle forze di Küçüm dopo due battaglie nei mesi di luglio e ottobre del 1582, Baba Hasan e Čuvaš, sulle rive dell'Irtyš. Nonostante le truppe del Khan lo sovrastassero in quanto al numero di uomini, il suo esercito poteva contare sui fucili, mentre le forze del Khanato avevano in uso solo archi. L'esercito del khan sconfitto si ritirò nelle steppe e il 26 ottobre Ermak entrò senza incontrare resistenza nella capitale del Khanato, Isker. Raggiunto da nuovi rinforzi provenienti dalla Russia, cercò con i suoi Cosacchi di sconfiggere Küçüm, dopo averne catturato il fratello, leader della resistenza all'occupazione russa. Costretto a pernottare fuori dalle mura di Isker il 6 agosto 1585 fu sorpreso nel sonno e ucciso da un contingente di truppe tatare.
Leggende popolari raccontano la sua morte in maniera eroica: attaccato da una moltitudine di indigeni riuscì da solo ad aprirsi un varco verso il fiume vicino (un affluente dell'Irtyš) nel tentativo di fuggire all'attacco. Ivi sarebbe morto affogato a causa sia delle numerose ferite subite sia del peso delle sue vesti da combattimento. Molto più probabilmente morì sgozzato insieme alla maggior parte dei suoi Cosacchi. La sua vita fu il soggetto di molte canzoni popolari russe, libri, byliny e dipinti fin dal XVI secolo. Ai primi del XIX secolo Dmitriev dedicò alla sua impresa un poema epico intitolato Ermàk (Ермак).